# Aulne (Fluss)
Die Aulne ist ein Fluss in Frankreich, der in der Region Bretagne verläuft. Sie entspringt im Gemeindegebiet von  Lohuec, entwässert generell Richtung Südwest bis West und mündet nach rund 144 Kilometern in der Bucht von Brest in den Atlantik. Auf ihrem Weg durchquert die Aulne die Départements Côtes-d’Armor und Finistère.

## Schifffahrt
Der Fluss ist von seiner Mündung bis Pont-Triffen mit Schiffen befahrbar. Zwischen Port-Launay und Pont-Triffen ist die kanalisierte Aulne Teil des Canal de Nantes à Brest. Die Aulne hat eine ca. 18 Kilometer lange Trichtermündung und ist im Bereich unterhalb von Port-Launay stark von den Gezeiten beeinflusst. Man nennt diesen Abschnitt auch Aulne-Maritime.

## Orte am Fluss
(Reihenfolge in Fließrichtung)
- Landeleau
- Pont-Triffen, Gemeinde Spézet
- Châteauneuf-du-Faou
- Châteaulin
- Pont-de-Buis-lès-Quimerch
- Rosnoën
- Landévennec